# The Big Noise (film, 1936)
Pour les articles homonymes, voir The Big Noise.
Pour plus de détails, voir Fiche technique et Distribution.
The Big Noise est un film américain réalisé par Frank McDonald et sorti en 1936.

## Fiche technique
- Réalisation : Frank McDonald
- Scénario : George Bricker, William Jacobs d'après une histoire d'Edmund L. Hartmann
- Production : Warner Bros.
- Lieu de tournage :  Warner Bros. Studios, Californie
- Musique : Heinz Roemheld
- Montage : Terry O. Morse
- Durée : 57 minutes
- Date de sortie : 
  - États-Unis : 23 juin 1936

## Distribution
- Guy Kibbee : Julius Trent
- Warren Hull : Ken Mitchell
- Alma Lloyd : Betty Trent
- Dick Foran : Don Andrews
- Marie Wilson : Daisy
- Henry O'Neill : Charlie Caldwell
- Olin Howland : Harrison
- Virginia Brissac : Mrs. Trent
- William B. Davidson : Welford Andrews
- George Beranger : Mr. Rosewater
- Robert Emmett Keane : Mr. Aldrich
- Eddie Shubert : Machine Gun Nolan